# Glejbjerg
Glejbjerg er en by i Sydvestjylland med 692 indbyggere  (2024), beliggende 17 km nordøst for Bramming, 32 km nordøst for Esbjerg, 26 km syd for Grindsted og 26 km nordvest for Vejen. Byen hører til Vejen Kommune og ligger i Region Syddanmark. I 1970-2006 hørte Glejbjerg til Holsted Kommune.

## Sogn og kirke
Glejbjerg hører til Åstrup Sogn. Åstrup Kirke er en romansk kirke fra 1100-tallet med et sengotisk tårn. Den ligger i landsbyen Åstrup, som Glejbjerg næsten er vokset sammen med – der er kun 200 meter mellem den nordligste ende af Glejbjerg og Åstrup Kirkegård.

## Faciliteter
- Glejbjerg Børne- og Skolecenter har 166 elever i skolen, fordelt på 0.-6. klassetrin, 57 børn i SFO'en og op til 60 børn i børnehaven.[2]
- Over for skolecentret ligger byens idrætshal Glejbjerg Fritidscenter.
- Hotel Glejbjerg har festsal til 140 spisende gæster, restaurant til 50 gæster og krostue til 20 gæster.[3]
- Åstruplund Ældrecenter er opført i 1971. Det har 16 boligforeningslejligheder og 2 aflastningsstuer.[4]
- Glejbjerg har en Dagli'Brugs.
- Sydtrafiks linje 144 giver byen busforbindelse med Esbjerg, Agerbæk, Grindsted og Billund.

## Historie
Ved Glejbjerg står stenfiguren Glejbjerghovedet, der er en gudefigur fra keltisk jernalder med tre ansigter, fundet af nogle legende børn ved en grusgrav i 1880.
På det høje målebordsblad fra 1800-tallet er Glejbjerg et næsten øde område. I 1904 beskrives Glejbjerg således:"Glejbjærg, med Forsamlingshus og Andelsmejeri." Det lave målebordsblad fra 1900-tallet viser desuden en telefoncentral.

### Stationsbyen
Glejbjerg fik i 1916 jernbanestation på Diagonalbanen, som i 1920 blev fuldt udbygget mellem Randers og Esbjerg.
Diagonalbanen indstillede persontrafikken i 1971, men fortsatte som godsbane mellem Bramming og Grindsted indtil 2012. Godsbanens formål blev at betjene Grindstedværket, så der var ikke ekspedition i Glejbjerg. "Veterantog Vest" under Dansk Jernbane-Klub anlagde træperroner og kørte veterantog på godsbanen indtil sporet blev lukket. Skinnerne ligger der endnu, men sporet er stedvis tilgroet – strækningen gennem Glejbjerg var den første der blev helt tilgroet, fordi den er omgivet af Aastrup Plantage. Stationsbygningen er bevaret på Stationsvej 4.

### Genforeningssten
I anlægget over for Nyvang 8 står en gruppe sten, der blev rejst i 1921 til minde om Genforeningen i 1920.

## Erhverv
Arla har maskinlager i byens gamle mejeri.